# Keeler (Califórnia)
Keeler é uma Região censo-designada localizada no estado americano da Califórnia, no Condado de Inyo.

## Geografia
De acordo com o United States Census Bureau tem uma área de 3,1 km², dos quais 3,1 km² cobertos por terra e 0,0 km² cobertos por água. Keeler localiza-se a aproximadamente 1098 m acima do nível do mar.

### Localidades na vizinhança
O diagrama seguinte representa as localidades num raio de 48 km ao redor de Keeler.

## Demografia
Segundo o censo americano de 2000, a sua população era de 66 habitantes.

## Marco histórico
Keeler possui apenas uma entrada no Registro Nacional de Lugares Históricos, o Saline Valley Salt Tram Historic Structure.